# Ленинградские мадонны
Ленинградские мадонны (англ. The Madonnas of Leningrad) — первый роман Дебры Дин, рассказывающий историю доцента Марины в Эрмитаже во время 900-дневной блокады Ленинграда. Чёткие и подробные воспоминания Марины о коллекции Эрмитажа и войне перемежаются с её нынешней жизнью в Сиэтле, штат Вашингтон, страдающей от слабоумия, когда она готовится посетить свадьбу внучки. В романе яркие воспоминания прошлого контрастируют с трудностями, с которыми сталкивается жертва болезни Альцгеймера в повседневной жизни.

## Критика
«Ленинградские мадонны» получили неоднозначные отзывы. Газета The Guardian написала: «Дебра Дин рисует яркий портрет женщины, страдающей болезнью Альцгеймера, заболеванием, из-за которого прошлое всё сильнее вторгается в настоящее». В обзоре Общества исторических романов произведение было названо «прекрасно написанным романом, завораживающей данью памяти, помогающей нам выживать в худшие времена», а Рут Ренделл описала его как «изумительный». Газета New York Times отметила, что «история немного слишком схематична, а стиль Дин немного неровный», но также добавила, что «в ней в значительной степени избегается сентиментальность, которая портит многие произведения о старых и немощных». 
«Ленинградские мадонны» также были рецензированы в BookPage, Publishers Weekly и Kirkus Reviews.